# 2020年のアメリカ合衆国
2020年のアメリカ合衆国 （2020ねんのアメリカがっしゅうこく）では、2020年のアメリカ合衆国に関する出来事について記述する。

## 国家元首等
- 大統領
  - 第45代: ドナルド・トランプ （共和党、2017年1月20日 - 2021年1月20日）
- 副大統領
  - 第48代: マイク・ペンス （共和党、2017年1月20日 - 2021年1月20日）
- 最高裁判所長官
  - 第17代: ジョン・ロバーツ （2005年9月29日 - ）
- 下院議長
  - 第63代: ナンシー・ペロシ （民主党、2019年1月3日 - ）
- 上院多数党院内総務
  - 第22代: ミッチ・マコーネル （共和党、2015年1月3日 - 2021年1月20日）

## できごと

### 通年
- アメリカ合衆国における2019年コロナウイルス感染症の流行状況
- en:2020 California wildfires

### 1月
- 1月3日 - トランプ大統領の命令によりアメリカがイラクのバグダード国際空港を爆撃し、ガーセム・ソレイマーニー司令官らが死亡[1]
- 1月14日 - ロサンゼルス国際空港でデルタ航空89便緊急着陸事故。
- 1月26日 - カリフォルニア州カラバサスでヘリコプターの墜落事故（2020年カラバサスヘリコプター墜落事故）。

### 2月
- 2月2日 - 第54回スーパーボウルがフロリダ州マイアミガーデンズのハードロック・スタジアムで開催され、カンザスシティ・チーフスがサンフランシスコ・フォーティナイナーズを破り50年ぶり2度目の優勝。MVPはチーフスのパトリック・マホームズ[2]。
- 2月9日 - 第92回アカデミー賞。作品賞は、ポン・ジュノ監督『パラサイト 半地下の家族』。
- 2月13日 - 新聞社のマクラッチー（英語版）が経営破綻[3]。

### 3月
- 3月3日 - テネシー州で大規模な竜巻が発生し、25人が死亡[4]。
- 3月11日 - NBAはユタ・ジャズのルディ・ゴベールが新型コロナウイルスに感染したことにより中断[5]。
- 3月13日
  - ケンタッキー州ルイビルでブリオナ・テイラー銃撃事件。
  - ビル・ゲイツがマイクロソフトの取締役を退任。慈善活動により一層注力するため[6]。
- 3月24日 - コロラド州が死刑制度を廃止。国内22番目の州[7]。

### 4月
- 4月8日 - バーニー・サンダースが撤退し、ジョー・バイデンが民主党候補に事実上決定[8]。
- 4月12日 - 大規模な竜巻が発生し、ミシシッピ州、サウスカロライナ州など7州で32人が死亡[9]。

### 5月
- 5月25日 – ミネソタ州ミネアポリスでジョージ・フロイド死亡事件。
- 5月26日 – ミネアポリスでジョージ・フロイド死亡事件に対する抗議デモ、始まる。のちにアメリカ全土、全世界に波及（ジョージ・フロイド抗議運動）。

### 6月
- 6月24日 - 新型コロナウイルスの影響で開幕が延期され、開催時期や試合数の交渉をしていたMLBは、例年より102試合少ない60試合制の2020年シーズンを7月下旬に開幕することを発表[10]。

### 7月
- 7月14日 - トランプ大統領、香港の正常化に関する大統領令に署名・発令。
- 7月23日 - NFL・ワシントン・レッドスキンズがチーム名称およびロゴが人種差別的という批判を受け、2020年のNFLシーズンで「ワシントン・フットボールチーム」という仮称を使用することを発表[11]。なお、2022年2月2日、「ワシントン・コマンダース」へ名称変更することを発表した[12]。
- 7月31日 - 新型コロナウイルスの影響でシーズンを中断していたNBAは、プレーオフ進出可能性のない8球団を除いてシーズンを再開[13]。

### 8月
- 8月2日 - 同年5月30日に打ち上げられたスペースXのドラゴン2が民間初の有人飛行で地球に帰還した[14]。
- 8月16日-17日 - カリフォルニア複合火災、はじまる（2020年11月6日鎮火）。
- 8月19日 - 民主党の大統領候補のジョー・バイデンが副大統領候補にカマラ・ハリスを指名。黒人女性としては史上初[15]。
- 8月20日 - トランプ政権のスティーブン・バノン元首席戦略官ら4人がアメリカ＝メキシコ国境に壁を建設する費用の名目で数十万人から募った資金を詐取した疑いで逮捕され、詐欺やマネーロンダリングを共謀した罪で起訴された[16]。
- 8月23日 - ウィスコンシン州ケノーシャでジェイコブ・ブレーク銃撃事件。

### 9月
- 9月28日 - NHLの2020年のスタンレーカップファイナル（英語版）でタンパベイ・ライトニングがダラス・スターズを4勝2敗で破り、16年ぶり2度目の優勝、MVPはライトニングのビクター・ヘドマン（英語版）[17]。

### 10月
- 10月2日 - 新型コロナウイルスに感染したトランプ大統領が軽い症状により入院[18]し、同月5日に退院[19]。
- 10月11日 - NBAの2020年のNBAファイナルでロサンゼルス・レイカーズがマイアミ・ヒートを4勝2敗で破り、10年ぶり17度目の優勝、MVPはレイカーズのレブロン・ジェームズ[20]。
- 10月26日
  - フィラデルフィアで黒人男性のウォルター・ウォレスが警察官により射殺された[21]。
  - 合衆国最高裁判所陪席判事だったルース・ベイダー・ギンズバーグの死去により空席となっていたが、この日、エイミー・コニー・バレットが承認された[22]。
- 10月27日 - MLBの2020年のワールドシリーズでロサンゼルス・ドジャースがタンパベイ・レイズを4勝2敗で破り、29年ぶり7度目の優勝。MVPはドジャースのコーリー・シーガー。また、ドジャースのジャスティン・ターナーは試合中に新型コロナウイルスの陽性と判明し、退場扱いとなった[23]。

### 11月
- 11月3日 - 第59回アメリカ合衆国大統領選挙。民主党候補のジョー・バイデンが共和党候補で現職のドナルド・トランプに勝利。
- 11月4日 - パリ協定から正式に離脱した[24]。
- 11月24日 - ダウ平均株価の終値が史上初となる3万ドル台に上昇[25]。
- 11月25日 - トランプ大統領がマイケル・フリン元国家安全保障問題担当大統領補佐官に恩赦[26]。

### 12月
- 12月11日 - アメリカ食品医薬品局 (FDA)はファイザーのCOVID-19ワクチンの緊急時使用許可を初承認[27]。

## 周年

### 1月
- 1月16日 - アメリカ合衆国における禁酒法（アメリカ合衆国憲法修正第18条、いわゆる禁酒法）の施行から100周年[注 1]。

## 死去
- 1月1日 - デビッド・スターン：第4代NBAコミッショナー（英語版）、（*1942年）[28]。
- 1月26日 - コービー・ブライアント：NBA・ロサンゼルス・レイカーズのシューティングガード、バスケットボール選手、死後の当年4月にバスケットボール殿堂表彰（*1978年）
- 4月6日 - アル・ケーライン：デトロイト・タイガース外野手、アメリカ野球殿堂、1968年のワールドシリーズ優勝、通算3007安打・399本塁打・1583打点・137盗塁（* 1934年）[29]
- 5月22日 - ジェリー・スローン：バスケットボール殿堂、選手としてシカゴ・ブルズ等で11シーズン、通算10571得点、永久欠番『4』、ヘッドコーチとしてユタ・ジャズ等で26シーズン、NBAファイナル2回出場（* 1942年）
- 6月2日 - ウェス・アンセルド：バスケットボール殿堂、ワシントン・ブレッツ（現：ウィザーズ）で13シーズン、NBAファイナル優勝1回、ファイナルMVP1回、シーズンMVP1回、通算10624得点・13769リバウンド、永久欠番『41』（* 1946年）
- 7月17日 - ジョン・ルイス (公民権運動活動家)：下院議員、（*1940年）
- 8月31日 - トム・シーバー：ニューヨーク・メッツ他投手、アメリカ野球殿堂、1969年のワールドシリーズ優勝（ミラクルメッツ）、サイ・ヤング賞3回、通算311勝、3640奪三振（* 1944年）[30]
- 9月6日 - ルー・ブロック：セントルイス・カージナルス他、外野手、アメリカ野球殿堂、ワールドシリーズ優勝2回、MLB通算盗塁数・シーズン盗塁数で歴代2位、3023安打（* 1939年）[31]
- 9月18日 - ルース・ベイダー・ギンズバーグ：連邦最高裁判所陪席判事（* 1933年）
- 10月2日 - ボブ・ギブソン：セントルイス・カージナルス投手、アメリカ野球殿堂、サイ・ヤング賞2回、通算251勝・3117奪三振、特別アドバイザー（* 1935年）[32]
- 10月11日 - ジョー・モーガン：シンシナティ・レッズ他、二塁手、アメリカ野球殿堂、ビッグレッドマシン、ワールドシリーズ優勝2回、MVP2回、通算2517安打、268本塁打、1133打点、689盗塁（* 1943年）[33]
- 11月10日 - トム・ヘインソーン：バスケットボール殿堂、選手としてボストン・セルティックスで9シーズン、NBAファイナル優勝6回、NBAオールスターゲーム6回、通算12194得点、永久欠番『15』、ヘッドコーチとしてセルティックスで9シーズン、ファイナル優勝2回、NBA最優秀コーチ賞1回（* 1934年）
- 12月25日 - K・C・ジョーンズ：バスケットボール殿堂、選手としてボストン・セルティックスで9シーズン、NBAファイナル優勝8回、通算5011得点、永久欠番『25』、ヘッドコーチとしてセルティックス等で11シーズン、NBAファイナル優勝2回、（* 1932年）
- 12月26日 - フィル・ニークロ：アトランタ・ブレーブス他、投手、アメリカ野球殿堂、ナックルボーラー、通算318勝、3342奪三振（* 1939年）[34]